# خوبستان
خوبستان هي قرية في مقاطعة ميانة، إيران. عدد سكان هذه القرية هو 591 في سنة 2006.